# Lars Schlichting
Lars Schlichting (* 14. September 1982 in Lübeck) ist ein Personal Trainer in Frankfurt am Main und ehemaliger deutscher Fußballspieler, der auch die griechische Staatsbürgerschaft besitzt.

## Karriere
Lars Schlichting begann seine Laufbahn in der Jugend des VfB Lübeck und wechselte von dort in die des Hamburger SV. Nach der A-Jugend schloss er sich der ersten Mannschaft des SV Eichholz an.
Anfang des Jahres 2003 wurde er vom griechischen Verein AO Timbaki verpflichtet, von welchem er jedoch bereits ein halbes Jahr später zum Diethnis Enosis Ergotelis transferiert wurde.
Zwei Jahre Später, zu Anfang der Saison 2005/2006, wechselte er für 30.000 € Ablöse in die zyprische erste Division zu Ethnikos Achnas, wo er seitdem spielt und sich als Stammspieler im defensiven Mittelfeld etabliert hat.
Mit Ethnikos Achnas qualifizierte er sich 2006 über den UEFA Intertoto Cup für den UEFA-Pokal. Sein Vertrag bei Achnas lief bis zum 30. Juni 2012.
Nach seiner Karriere als Fußballspieler, hat Lars Schlichting sich in Frankfurt am Main niedergelassen, wo er erfolgreich als Personal Trainer tätig ist.